# Gaza-Blockade
Die Gaza-Blockade ist eine teilweise Blockade zu Land, See und Luft des 360 km2 großen Gazastreifens, in dem Stand 2023 etwa 2,3 Millionen Menschen wohnen, durch Israel beziehungsweise Ägypten.
Israel will dadurch die Einfuhr von militärischen oder militärisch nutzbaren Gütern verhindern.

## Beginn

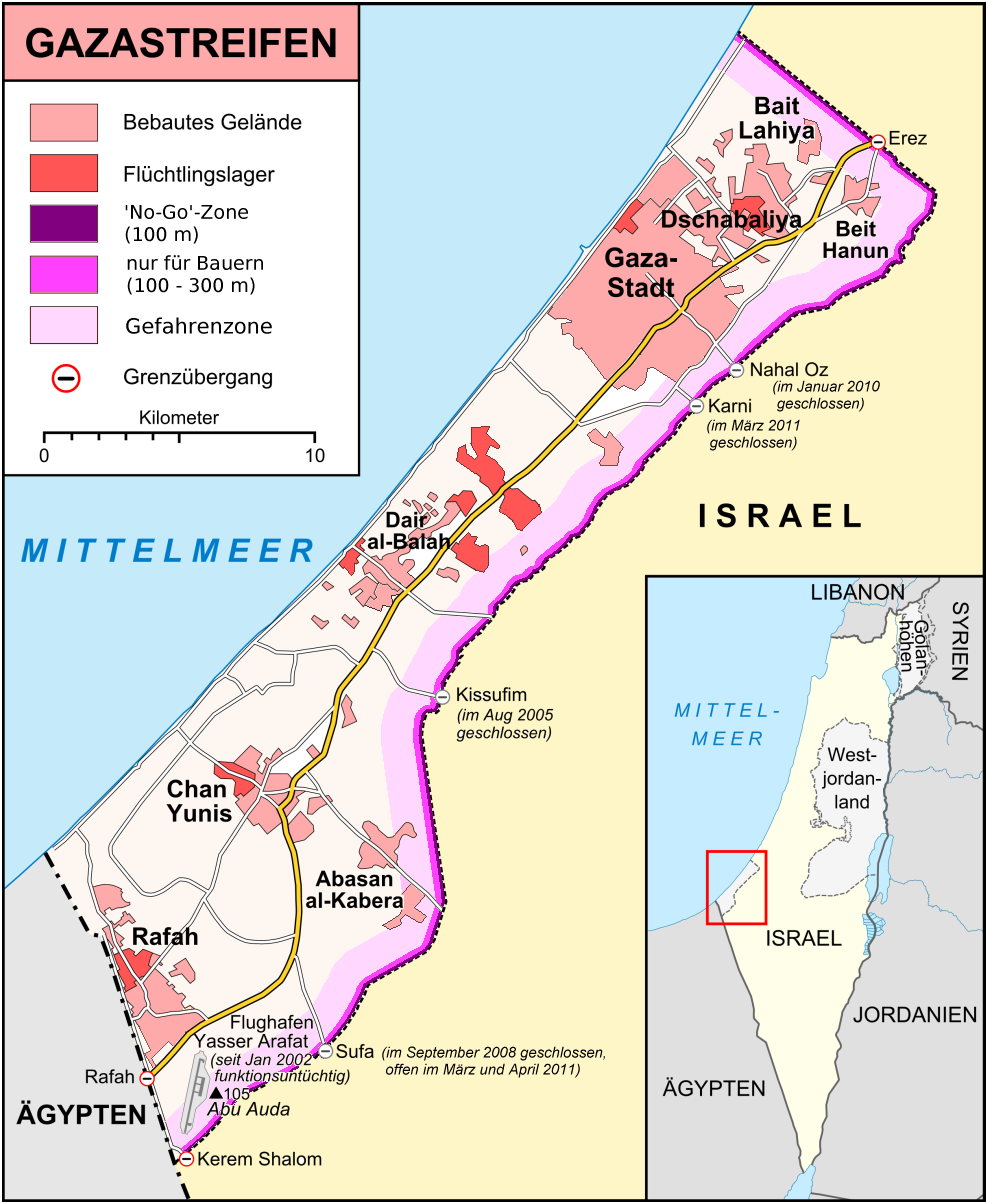
Karte des Gazastreifens nach UN-Angabe im Dezember 2012. Geschlossene und aktuelle Übergänge zu Israel und Ägypten. Struktur der Pufferzone.

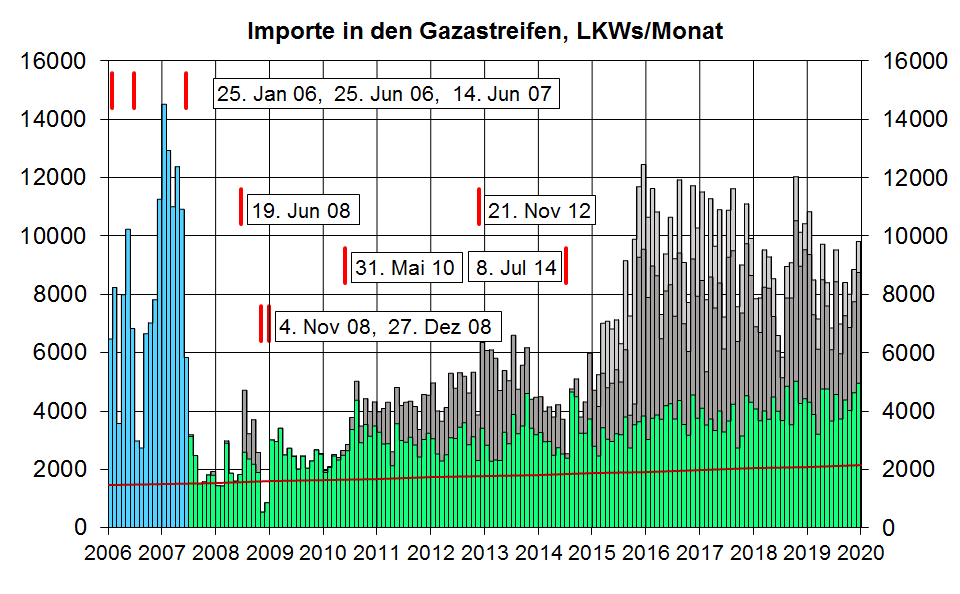
Importe ab 2006, LKWs pro Monat. Aus historischen Gründen sind Treibstoffimporte nicht aufgeführt. Blau: Gesamtimporte vor Mitte 2007, grün: Importe ohne Baumaterial, dunkelgrau: Baumaterial, hellgrau: ABC-Baumaterial. Quelle: UN-OCHA (offenbar nur bis Ende 2019)
Dunkelrot: Bevölkerungsentwicklung/1000 bei einer jährlichen Wachstumsrate von 2,81 %.
25. Januar 2006: Hamas gewinnt Wahl,
25. Juni 2006: israelischer Soldat in Geiselhaft,
14. Juni 2007: Machtergreifung Hamas,
19. Juni 2008: Waffenstillstand,
4. November 2008: Bruch Waffenstillstand,
27. Dezember 2008: Operation Gegossenes Blei,
31. Mai 2010: Mavi Marmara,
21. November 2012: Ende Operation Wolkensäule,
8. Juli 2014: Beginn Operation Protective Edge

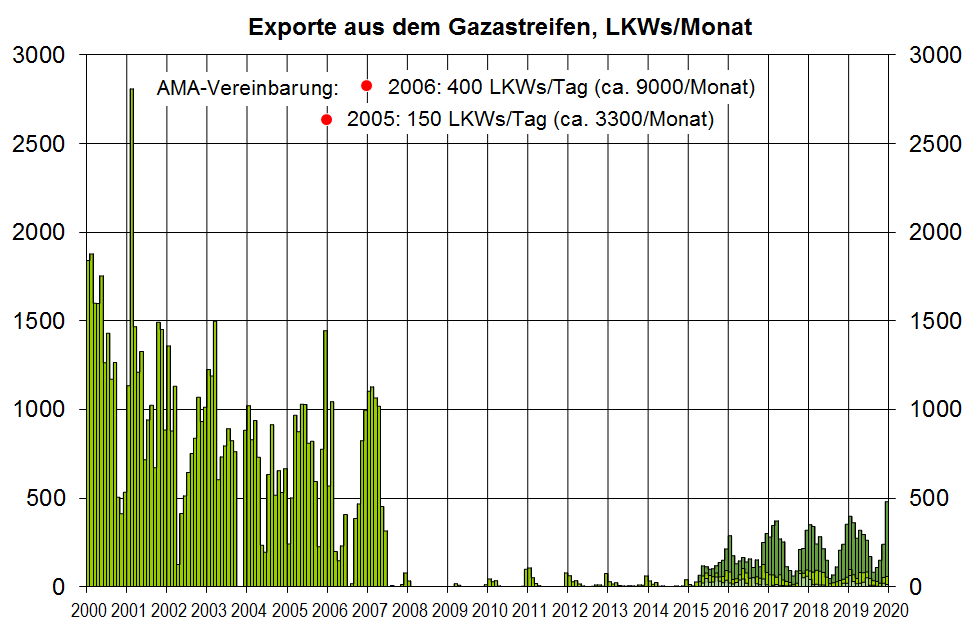
Exporte ab 2000, LKWs pro Monat. Ab 2015: Exporte => Exporte international und Israel, dunkelgrün: Lieferungen zum Westjordanland; AMA: Agreement on Movement and Access; Quelle: UN-OCHA (offenbar nur bis Ende 2019)

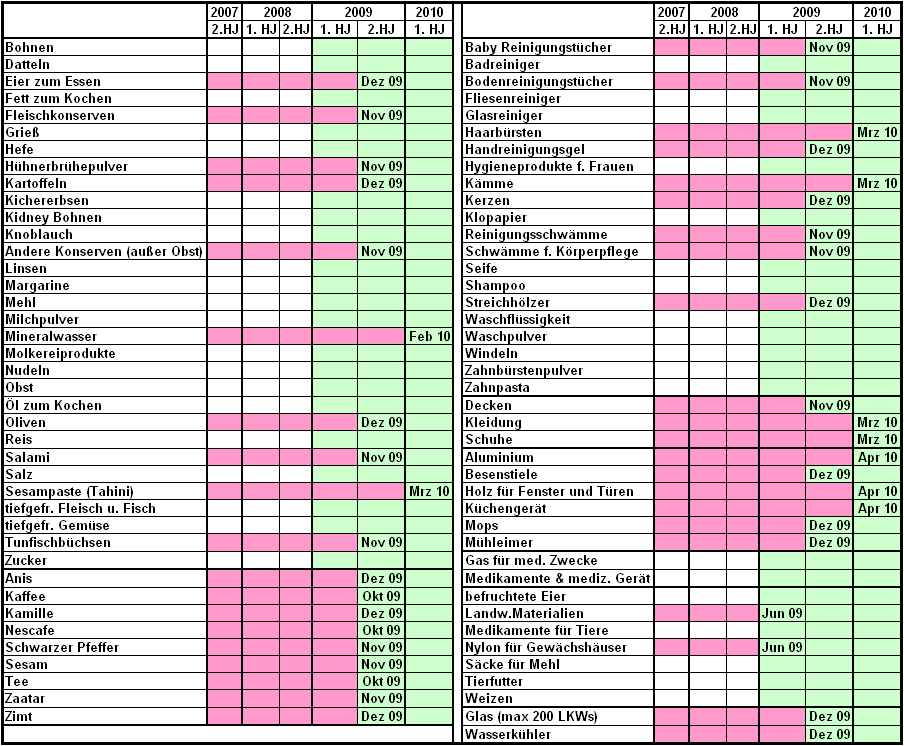
Übersicht über die für die Einfuhr zulässigen Güter für die Zeit von Mitte 2007 bis Mitte 2010

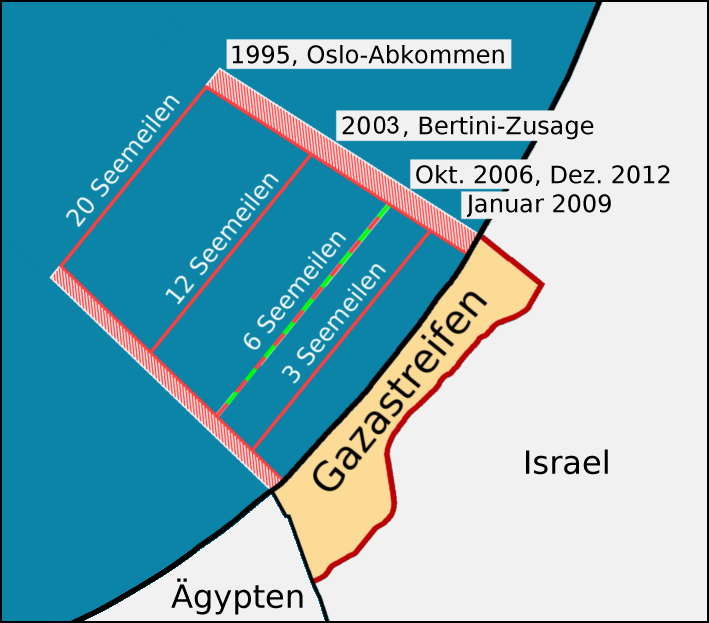
Fischereigrenzen
1995: Oslo-Abkommen
2003: Bertini-Zusage,
Okt. 2006: Nach palästinensischen Wahlen
Jan. 2009: Ende Operation Gegossenes Blei,
Dez. 2012: Waffenstillstand Operation Wolkensäule;
Quelle: UN-OCHA

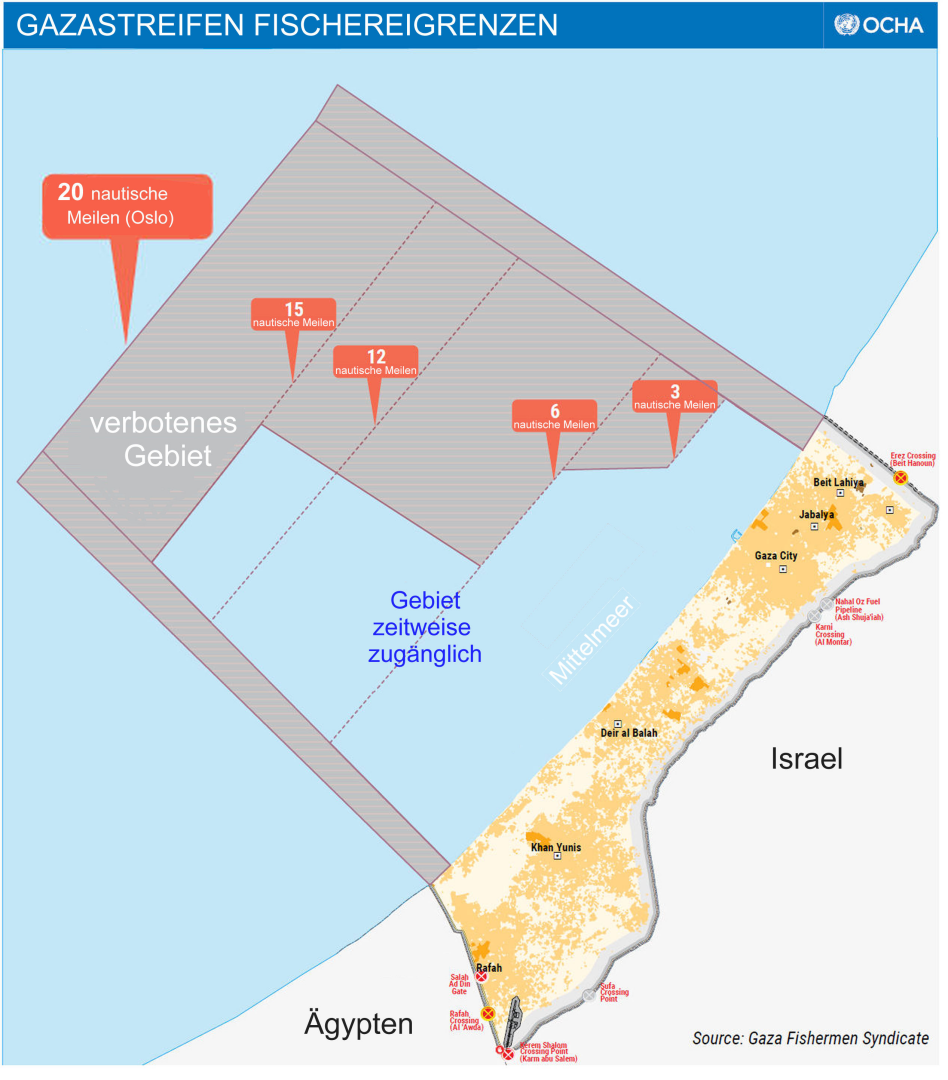
Fischereigrenze im Oktober 2019

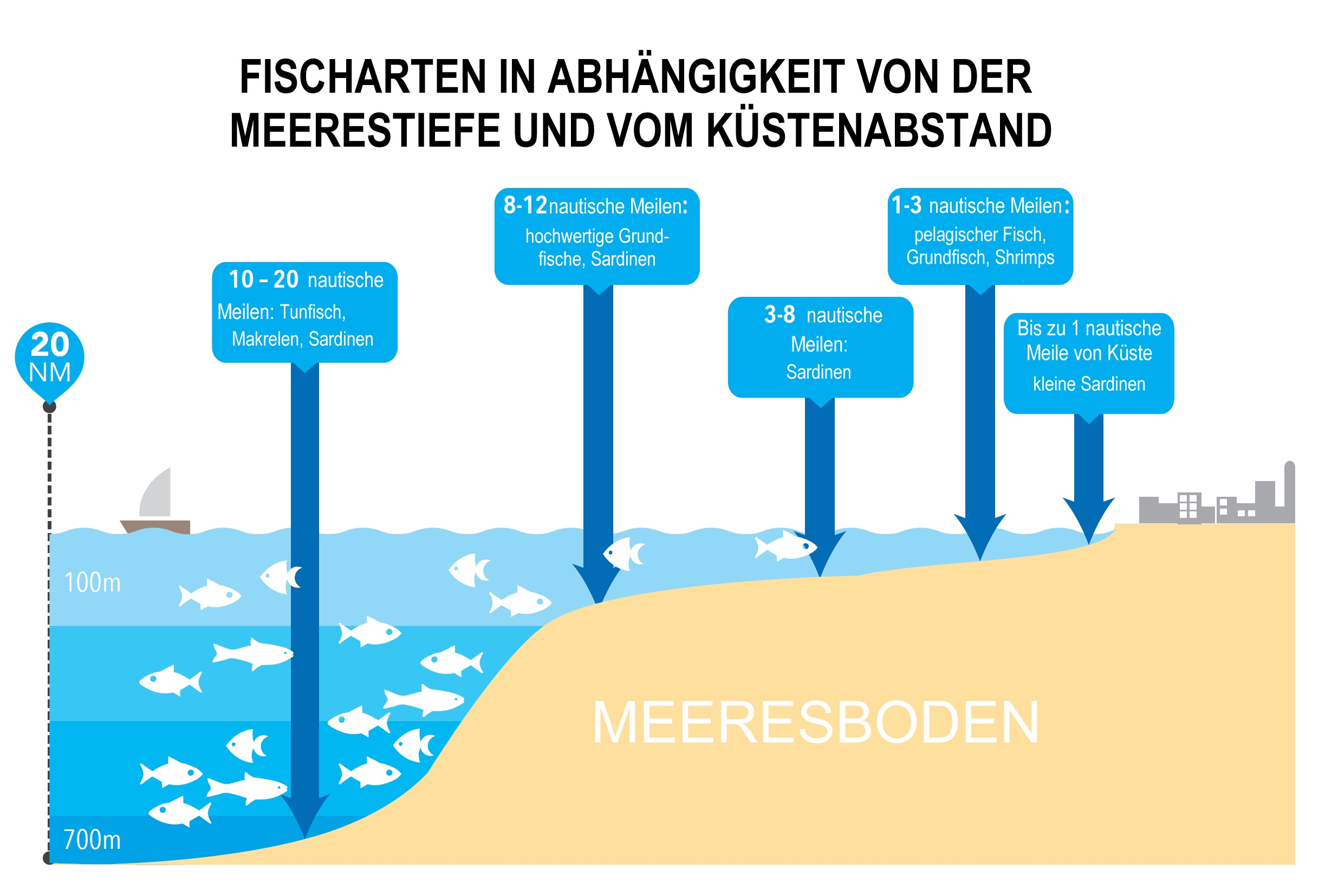
Fischarten in Abhängigkeit von der Meerestiefe und dem Abstand von der Küste

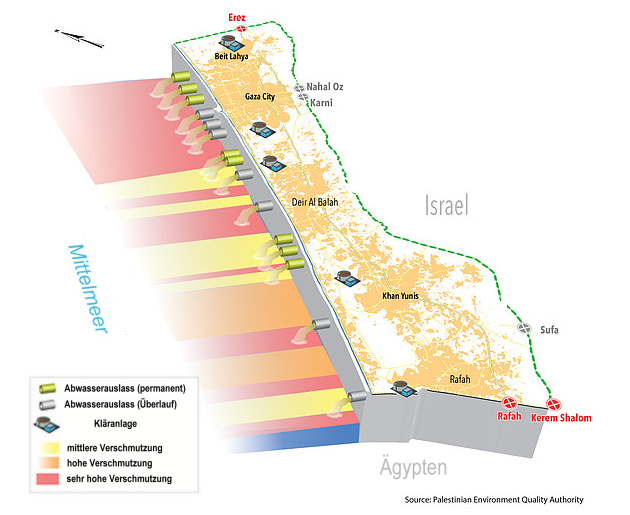
Meerwasserverschmutzung im Juli 2018

Im Krieg von 1967 eroberte Israel den von Ägypten kontrollierten Gazastreifen, der größtenteils von den aus dem Krieg von 1948 Vertriebenen bewohnt wurde. Das israelische Militärgouvernement (הממשל הצבאי הישראלי) und später die israelische Zivilverwaltung (המנהל האזרחי) verwalteten die Bevölkerung, bis sie sie nach der ersten Intifada im Zuge des Oslo-Friedensprozesses an die palästinensische Behörde übergaben.
Israel begann bereits kurz nach der ersten Intifada Anfang der 1990er Jahre mit der Umzäunung des Gazastreifens, um Angriffe palästinensischer Terroristen auf israelische Zivilisten zu verhindern. Die Einschränkungen äußern sich in der Reduzierung der Fischereigrenzen, in der Errichtung einer Pufferzone entlang der Waffenstillstandslinie, in Begrenzungen der Im- und Exporte aus Gaza und in Einschränkungen des Personenverkehrs.
Nachdem die Hamas bei der palästinensischen Parlamentswahl am 25. Januar 2006 etwa 44 % der Stimmen und die absolute Mehrheit der Mandate erreichte, kam es 2007 zu einem Bürgerkrieg im Gazastreifen zwischen der Hamas und der bei der Wahl unterlegenen Fatah, den die Hamas für sich entschied. Um die Hamas zu schwächen, führte Israel anschließend eine Blockade des Gazastreifens nach dem Prinzip „kein Wohlstand, keine wirtschaftliche Entwicklung, aber auch keine humanitäre Krise“ ein.
Diese Blockade des Gazastreifens wollten Menschenrechtsaktivisten und Sympathisanten der Palästinenser fallweise brechen, was Israel jedoch unterband.

## Geschichte
Die Blockade erreichte ihren Höhepunkt in den Jahren 2007 und 2008, als Israel nach der Machtübernahme durch die Hamas Mitte 2007 nur noch die elementarsten Grundnahrungsmittel und Dinge des täglichen Bedarfs in den Gazastreifen hinein ließ und den Export und den Personenverkehr nahezu vollständig unterband.
Im Januar 2008 erstellte die israelische Militärverwaltung (COGAT) eine Liste, in der der Grundbedarf für die Bevölkerung in Gaza abgeschätzt wurde. Sie wurde ‚Rote-Linien‘ genannt – vor dem Hintergrund eines durchschnittlichen Tagesbedarfs von 2279 kcal pro Tag und Person, d. h. etwas höher als der Richtwert von 2100 kcal/Tag der Weltgesundheitsorganisation, und einer Zusammensetzung, die Mangelernährung vermeiden sollte –, bzw. ‚106-Liste‘ wegen des arbeitstäglichen Bedarfs von 106 LKWs, um die gesamte Grundversorgung des Gazastreifens sicherzustellen, wobei 77 LKWs für Nahrungsmittel gedacht waren. Die Nahrungsmitteleigenproduktion im Gazastreifen wurde dabei berücksichtigt, die Lieferung von Weizen und Getreide über das Laufband von Karni, die von der UN in ihren Statistiken in LKW-Ladungen umgerechnet wurde, nur als Erfahrungswert von 12–13 LKWs/Tag. Im Jahre 2012 erzwang die israelische Menschenrechtsorganisation Gisha durch Gerichtsbeschluss die Offenlegung dieser Liste.
Laut Welternährungsorganisation (FAO) liegt der Schwellenwert für Hunger pro Kopf bei ca. 7,5 MJ/d (= 1.800 kcal/d).
In den ersten zwölf Monaten ab Verschärfung der Blockade im Juli 2007 lag die Gesamtzahl der LKWs ohne die Lieferungen über den Übergang Karni nach OCHA-Angaben bei 17327 (im Schnitt bei 261 Tagen statt 106 LKWs/Tag nur 67 LKWs/Tag, davon 47 LKWs/Tag mit Nahrungsmitteln). Die zusätzlichen Lieferungen über das Band in Karni entsprachen 14 LKWs/Tag für den menschlichen Verzehr und 10 LKWs/Tag für Tierfutter.
Bezüglich der Grundversorgung änderte sich wenig, als im Juni 2008 ein Waffenstillstand wirksam wurde (ohne Baumaterial insgesamt +15 %, Nahrungsmittel +2 %). In dieser Zeit wurde allerdings fast fünfzig Mal mehr Baumaterial geliefert, in erster Linie Kies und vergleichsweise geringe Mengen Zement. Für einen Großteil des Kieses gab es wegen der unzureichenden Menge Zement keine Verwendung.
Als die Feindseligkeiten nach den Ereignissen des 4. November 2008 wieder voll aufflammten, sanken die Importe noch einmal stark ab ((23; 15; 1; 0) Lkws/Tag). Gegen Mitte Dezember 2008 gab es in den UN-Nahrungsmitteldepots kein Mehl mehr. Am 18. Dezember setzte die UN die Verteilung von Lebensmitteln aus.
Mit dem Beginn der Operation Gegossenes Blei am 27. Dezember 2008 stiegen die Importe dann bezogen auf das 1. Halbjahr 2007 über das Jahr 2009 auf ein Niveau von etwas über 20 % an. Trotz der während der Operation entstandenen starken Zerstörungen blieb wegen der möglichen Verwendung für den Tunnel-, Bunker- und Raketenbau der Import von Baumaterial aber auch der von Fensterglas in den Gazastreifen nahezu vollständig gesperrt (65 Lkws mit Baumaterial im Jahr 2009).
Die Blockade des Gazastreifens wurde im Goldstone-Bericht, der 2009 im Auftrag des UN-Menschenrechtsrates von der United Nations Fact Finding Mission on the Gaza Conflict unter Federführung des südafrikanischen Richters Richard Goldstone verfasst worden war, unter anderem als „kollektive Bestrafung“ verurteilt, die dazu diene, die Küstenregion zu isolieren.
Propalästinensische Aktivisten wie die der Free-Gaza-Bewegung warfen Israel 2010 vor, es wolle die Bevölkerung in Gaza strangulieren und aushungern. Im Mai dieses Jahres lieferte Israel nach UN-Angaben 2653 LKW-Ladungen in den Gaza-Streifen, d. h. 121 täglich.
Das Schiff Mavi Marmara, auf dem sich auch internationale Unterstützer befanden, wurde beim Ship-to-Gaza-Zwischenfall am 31. Mai 2010 von Israel geentert.
Alle nicht für militärische Zwecke verwendbaren Güter (Dual-Use-Güter) wurden von Israel für den Export freigegeben.
Gesperrt blieb aber weiterhin alles Baumaterial, das nicht für mit der Autonomiebehörde und der UN abgestimmte Bauprojekte vorgesehen war. Dennoch konnte z. B. bereits im Mai 2010 in Gaza ein Sportbad mit olympischen Beckenmaßen eingeweiht werden, dessen Bau 2005 begonnen hatte.
Die Importe stiegen in der zweiten Hälfte des Jahres 2010 deutlich an. Im Laufe der Jahre 2011 und 2012 war eine weitere leicht steigende Tendenz festzustellen. Der Export aus dem Gazastreifen blieb unverändert auf sehr niedrigem Niveau. Ein grundsätzliches Problem bestand darin, dass der einzige für die Versorgung noch geöffnete Übergang Kerem Shalom am Rand seiner Kapazität war. Im März 2012 stellte die Europäische Union deshalb für den Ausbau des Übergangs 13 Mio. Euro zur Verfügung.
Bei den Waffenstillstandsverhandlungen nach der israelischen Operation Wolkensäule in Kairo wurde Ende November 2012 vereinbart, dass Israel die Blockade lockere. Im Gegenzug erklärte die Hamas, dass sie die Angriffe mit Raketen einstelle. Nun wurde auch Baumaterial für die Privatwirtschaft zugelassen.
An den Einschränkungen des Personenverkehrs durch Israel änderte sich nichts. Die seit Januar 2009 geltende Einschränkung der Fischereigrenze auf drei Seemeilen wurde auf sechs Seemeilen zurückgenommen. Der Streifen zwischen 100 m und 300 m der Pufferzone wurde für Bauern ohne Maschinen für die Bearbeitung freigegeben.
Ägypten, das während all dieser Jahre nie einen offiziellen Warenaustausch mit dem Gazastreifen hatte, beteiligte sich ab Mitte 2007 mehrere Jahre lang an der Blockade des Personenverkehrs und war offiziell zu allen Zeiten bemüht, den Waffenimport in den Gazastreifen zu verhindern. Gleichzeitig entwickelten sich die Tunnel zwischen dem Gazastreifen und Ägypten zu einer wichtigen Lebensader für die Bevölkerung des Gazastreifens. Auch Baumaterial einschließlich Baustahl erreichte den Gazastreifen auf diesem Wege. In einem UN-Bericht werden dafür für den September 2011 Mengen genannt, die vergleichbar sind mit dem Umfang aller Importe aus Israel in diesem Monat.
Benzin wurde zunehmend aus Ägypten bezogen, weil das Benzin dort subventioniert wird und deshalb erheblich billiger ist als das aus Israel gelieferte.
Ägypten erleichterte den Personengrenzverkehr über den Übergang Rafah im Mai 2011 und öffnete diesen im Dezember 2012 für Lieferungen von Baumaterial und Baumaschinen. Im Mai 2013 stellte Katar dafür 500 Millionen Dollar für den Bau von 70.000 Wohnungen im Gazastreifen bereit.
Im Februar 2013 begannen sich die Beziehungen zwischen dem Gazastreifen und Ägypten zu verschlechtern. Ägyptische Grenzstreitkräfte fluteten einige der Tunnel unter der Grenze mit Abwasser. Ende Februar ordnete ein ägyptisches Gericht die Schließung aller Tunnel an. Hintergrund für diesen Beschluss war ein Überfall auf eine ägyptische Grenzpolizistengruppe im Juli 2012, bei dem 16 Grenzpolizisten getötet wurden. Von ägyptischer Seite wurde behauptet, dass einige der Attentäter aus dem Gazastreifen gekommen wären, was von der Hamas-Regierung in Gaza bestritten wurde.
Nach dem Sturz des ägyptischen Präsidenten Mursi im Juli 2013 kam es zu einer weiteren deutlichen Verschlechterung der Beziehungen. Ende September 2013 waren die Tunnel zwischen Ägypten und dem Gazastreifen weitgehend zerstört und damit war die wichtigste Lebensader des Gazastreifens für Baumaterial und Treibstoff gekappt. Im Oktober 2014 beschloss die ägyptische Regierung, an der Grenze zu Gaza eine 500 Meter breite Pufferzone anzulegen. Dafür mussten etwa 800 Häuser abgerissen werden. Im November 2014 wurde die Zone auf 1000 Meter erweitert.
Im Rahmen der von 8. Juli bis 26. August 2014 dauernden Operation Protective Edge auf Gaza waren nach UN-Angaben 6761 Gebäude total zerstört und mehr als 100.000 Gebäude beschädigt worden.
Für den Wiederaufbau trat Mitte Oktober 2014 in Kairo eine Geberkonferenz für Palästina zusammen. Insgesamt wurden Verpflichtungen über 5,4 Mrd. Dollar eingegangen, davon 3,5 Mrd. Dollar für Gaza, wovon wiederum etwa die Hälfte für die Wiederherstellung von Wohnraum und Infrastruktur vorgesehen wurden. Laut Angaben der Weltbank waren bis Mitte April 2015 erst 27,5 % der zugesagten Gelder (1 Mrd. Dollar von 3,5 Mrd. Dollar) überwiesen worden. Von diesen Geldern war in Gaza bis April 2015 laut dem Pressesprecher der dortigen Handelskammer jedoch noch nichts angekommen. Der Wiederaufbau hat dennoch begonnen, obwohl er durch die Korruption der Hamas-Regierung und die restriktive Kontrolle des Zementimports durch Israel behindert wurde.
Nach Einschätzung der Weltbank stand der Gazastreifen im Mai 2015 vor dem wirtschaftlichen Zusammenbruch. Die Arbeitslosigkeit erreichte den wahrscheinlich höchsten Stand in der Welt. Seit Februar 2015 führt die UN in ihrer Datenbank die Lieferung der für den Wiederaufbau wesentlichen Baumaterialien Kies, Baustahl und Zement, als ABC-Baumaterial (aggregate, steel bars, cement) gesondert auf (hellgrau im Import-Diagramm). Gleichzeitig legte die UN eine Berichterstattungswebsite an, die entsprechend der Wiederaufbauvereinbarung zwischen der Israelischen Regierung und der palästinensischen Autonomiebehörde die Überschrift „Der Gaza Wiederaufbaumechanismus“ trägt. In ihr wird der Fortschritt der Wiederaufbauarbeiten auf Tagesbasis dokumentiert. In diesem Programm waren etwa 130000 Haushalte erfasst. Im Mai 2015 waren von 95.000 beantragten Lieferungen 67.000 ausgeliefert (September 2016: 130.700/81.600). Das erste wieder errichtete Haus wurde im Oktober 2015 fertiggestellt.
Seit April 2015 veröffentlicht die UN ein monatliches Übersichtsblatt mit zum Teil detaillierten Angaben zu den Bewegungen von Menschen und Material über die Kontrollpunkte. Hier fällt auf, dass die Zahl der Gaza verlassenden LKWs mit der Zahl der in der OCHA-Datenbank aufgeführten Export-LKWs nicht übereinstimmt. Die Datenbank enthält nicht die Transporte ins Westjordanland, die wohl im engeren Sinne nicht als Exporte gelten. Im Jahr 2015 waren beide Ausfuhranteile ungefähr gleich groß und für sich alleine merklich höher als die Exporte in den Jahren zuvor.
Gegen Ende des Jahres 2015 stieg die Zahl der Import-LKWs stark an und wurde vergleichbar mit den Zahlen des ersten Halbjahres 2007. Dieser Anstieg ergab sich durch erhöhte Lieferungen von Baumaterial. Die Zahl der LKWs für die Grundversorgung lag im Januar 2016 bei nur 3032. Das ist etwas mehr als der Mittelwert des Jahres 2011 von 2873. Berücksichtigt man aber das Bevölkerungswachstum (2,81 % im Jahr 2015), dann liegt dieser Vergleichswert bei 3210 LKWs. Das ist auch ziemlich genau der Mittelwert des Jahres 2015 (3221).
Im März 2015 wurde erstmals seit 8 Jahren Gemüse nach Israel exportiert. Der früher wichtige Blumenexport wird sich wohl wegen geänderter Randbedingungen kaum wieder erholen. Im Oktober 2015 wurde Kies aus der Gruppe der Doppelanwendungsmaterialien herausgenommen. Dagegen wurde im August 2015 u. a. die zulässige Dicke von Schnittholz von 5 cm auf 1 cm reduziert, was die Möbelherstellung beeinträchtigte. Die Konferenz für Handel und Entwicklung der UN (UNCTAD) veröffentlichte Im September 2015 einen Bericht, in dem die Befürchtung geäußert wurde, dass Gaza aufgrund der fortschreitenden wirtschaftlichen Rückentwicklung im Jahr 2020 unbewohnbar sein werde. Eine wesentliche Ursache dafür würde sein, dass der total überpumpte und verseuchte Grundwasserleiter unter Gaza bereits im Jahr 2016 unbrauchbar werden könnte und bis zum Jahr 2020 nicht mehr regenerierbar zu werden drohte.
Ende Februar 2016 wurde über Vorschläge zu einem Seehafen für Gaza berichtet, der sich auf einer künstlichen Insel vor Gaza befinden würde. Die Zementlieferungen nach Gaza wurden in der Zeit von Anfang April 2016 bis Ende Mai 2016 ausgesetzt. Anfang April wurde andererseits die Fischereizone im Süden Gazas auf 9 Meilen ausgeweitet. Diese Erweiterung wurde zwei Monate später rückgängig gemacht. Sie wurde dann im Juni 2016 noch einmal kurz während des Ramadan wirksam.
Die Grenze zu Ägypten wurde nur sporadisch geöffnet und blieb manchmal für Monate geschlossen. Nach der Wiederaufnahme der wegen des Mavi Marmara Zwischenfalls unterbrochenen Beziehungen zwischen Israel und der Türkei erreichte die erste Schiffsladung mit türkischen Hilfslieferungen Gaza im Juli 2016.
Zwei UN-Organisationen (OCHA, UNCTAD) veröffentlichten im Herbst 2016 Berichte zur Lage in Gaza. Darin wurde u. a. hervorgehoben, dass von den 2014 für den Wiederaufbau zugesagten Geldern nach einem Bericht der Weltbank noch nicht einmal 20 % Gaza erreicht hatten. Der UNCTAD-Bericht nannte als besonderes Alarmzeichen die Kindersterblichkeitsrate im Gazastreifen, die in den Jahren 2008 bis 2013 von 12 auf 20,3 pro 1000 Geburten angestiegen sei. „Dieser Trend ist kaum anderswo zu finden außerhalb von Gesellschaften mit HIV-Epidemien“, hieß es.
Im September 2016 begann Israel mit dem Bau einer unterirdischen Barriere zu Gaza. Einen Monat später versuchte wieder einmal ein Boot vergeblich die Gazablockade zu brechen. Teile der beschränkten Fischereizone wurden mehrmals vorübergehend von 6 Seemeilen auf 9 Seemeilen erweitert. Im Dezember 2016 nahm endlich auch eine Coca-Cola-Fabrik in Gaza ihren Betrieb auf.
Zum Jahreswechsel gab es zwei Verbesserungen bei der Wasserversorgung: Ein Wasserreservoir für erhöhte Wasserlieferungen aus Israel ging in Betrieb und auch eine zweite Entsalzungsanlage. Dadurch konnten etwa 14 % der Bevölkerung mit sauberem Wasser versorgt werden. Gleichzeitig gab es Anzeichen einer Verbesserung der Beziehungen zu Ägypten. Die Ägypter entdeckten aber immer noch Tunnel.
In Israel wurde weiterhin der Hafen vor Gaza diskutiert, ohne dass dazu etwas beschlossen wurde. Im April 2017 verschärften sich die Reibungen zwischen der Fatah und der Hamas, zum Teil zu Lasten der Fatah-Anhänger in Gaza. Die Autonomiebehörde kürzte die Gehälter der 2007 in den Dauerurlaub geschickten Verwaltungsangestellten.
Die Elektrizitätsversorgung wurde im Verlauf des ersten Halbjahres 2017 immer problematischer, weil Leitungen ausfielen und die Autonomiebehörde sich weigerte, die Rechnung für den aus Israel gelieferten Strom zu bezahlen. Israel lieferte zunächst aber weiter. Die Infrastrukturprobleme erreichten ein solches Ausmaß, dass Israel sich veranlasst sah, in einem Schreiben an die UN darauf aufmerksam zu machen.
Am 11. Mai 2018 haben nachts palästinensische Randalierer bei einer Serie von Unruhen Anlagen im Warenübergang Kerem Schalom zerstört. Sie zerschlugen Fließbänder und Sicherheitskameras und verbrannten den Terminal für Benzin, Dieselöl und Kochgas. Die den Gazastreifen kontrollierende Hamas-Organisation griff nicht ein. Aufgrund der Zerstörungen wurde der letzte verbliebenen Warenübergang in den Gazastreifen vorübergehend geschlossen. Der Schaden kann nicht sehr bedeutend gewesen sei. Die Lieferungen von Benzin und Diesel lagen in diesem Monat um 5 % über dem Durchschnitt des Jahres 2017.
Am 11. Oktober 2018 zerstörte das israelische Militär einen etwa einen Kilometer langen unterirdischen Tunnel, der 200 Meter auf israelisches Staatsgebiet ragte. Der Gesamtwert des Tunnels wird auf drei Millionen Dollar an Zement, elektronischer Ausstattung und investierten Arbeitsstunden geschätzt. Der 2016 begonnene Bau der neuen Grenzbefestigungsanlage belastete die israelischen Steuerzahler mit geschätzten Kosten von etwa 830 Millionen Dollar. Zusätzlich wurde eine mehrere Kilometer lange Unterwassersperranlage geplant. Die Grenzbefestigungsanlage war Ende 2019 zu 70 % fertiggestellt.
Im Juni 2017 kam Israel dann doch der Aufforderung der Autonomiebehörde nach und stellte die Stromlieferung nach Gaza ein. Dadurch gab es nur noch etwa 2 Stunden Strom pro Tag. Die Autonomiebehörde beschloss einen Monat später, 6145 Gaza-Angestellte in den vorzeitigen Ruhestand zu schicken. Diese Maßnahme wurde aber im August wieder zurückgenommen.
Die Auswirkungen der extrem eingeschränkten Stromversorgung auf die Abwasseraufbereitung machten sich nicht nur der Verschmutzung des Meerwassers vor Gaza bemerkbar, sondern auch an der israelischen Küste in der Verschmutzung der Strände.
Nach langen Verhandlungen unterzeichneten Hamas und Fatah im Oktober 2017 ein vorläufiges Versöhnungsabkommen. Die Autonomiebehörde sollte die volle Kontrolle über den Gazastreifen erhalten und damit auch die Kontrolle über den Grenzübergang Rafah zwischen Gaza und Ägypten.
Im Februar 2018 öffnete Ägypten den Warenübergang Salah ad Din westlich des Personenübergangs Rafah. Dadurch konnte ein Teil der Versorgungslieferungen Gaza ohne den Umweg über israelisches Territorium erreichen.
Im gleichen Monat wurde unter dem Projektnamen „Schaltet die Lichter an in Gaza“ zur Verbesserung der lokalen Stromversorgung mit der Errichtung von drei Solarkraftwerken begonnen. Die ständig kritischer werdende humanitäre Situation in Gaza veranlasste Israel im Februar 2018 zum wiederholten Male, die Weltgemeinschaft zur Hilfe bei Entwicklungsprojekten aufzufordern. Zunächst war aber nur Katar dazu bereit. Bei einer von der EU organisierten Geberkonferenz wurden im April 2018 456 Millionen Euro für die Verbesserung der Trinkwasserversorgung von Gaza zugesagt. Damit sollte eine Entsalzungsanlage gebaut und die Infrastruktur verbessert werden.
Im Mai 2018 wurde der Bau der Seebarriere von Israel offiziell angekündigt. Nach Angaben des Weltbankberichts vom September 2018 verschlechterte sich die wirtschaftliche Situation in Gaza im ersten Viertel 2018 u.a wegen der Reduzierung der internationalen Hilfe um 6 %. Die Arbeitslosenquote betrug 50 %, die von Jugendlichen 70 %.
Die ständige Reduzierung der für die UNRWA zur Verfügung stehenden Mittel erzwang die Entlassung von palästinensischen Mitarbeitern. Deren Proteste führten dazu, dass im Oktober 2018 neun der elf internationalen UNRWA-Mitarbeiter aus Sicherheitsgründen aus dem Gazastreifen evakuiert werden mussten. Im gleichen Monat erreichten Gaza von Katar finanzierte Diesellieferungen für das Kraftwerk. Dadurch konnte die Stromversorgung von vier Stunden pro Tag auf etwa 8 Stunden pro Tag erhöht werden. Anfang des Jahres 2019 verließ das Personal der Autonomiebehörde die Kontrollstelle des Übergangs Rafah. Daraufhin reduzierte Ägypten den Personenverkehr über diesen Grenzübergang.
Israel erweiterte die zulässige Fischereizone im April 2019 auf 15 Seemeilen, ein Wert, den es schon seit zwei Jahrzehnten nicht mehr gegeben hatte. Solche Veränderungen erfolgten nach politischen Erwägungen, aber auch unter Berücksichtigung der jahreszeitlichen Wechsel der Fischschwärme.
Im Sommer des Jahres 2019 hatte der Zustand der Abwasserentsorgung und die Luftverschmutzung in Gaza einen Zustand erreicht, der sie zu einer Gefahr für die israelische Umwelt und für den Betrieb der israelischen Entsalzungsanlagen werden ließen.
Ohne Angabe von Gründen reduzierte Katar im Herbst des Jahres die Treibstofflieferungen um die Hälfte, woraufhin die Elektrizitätsversorgung von acht auf fünf Stunden pro Tag zusammenbrach. In zunehmendem Maße verbreiteten sich in Gaza neben Motorgeneratoren auch kleine Solaranlagen zur Speisung von schwachen Verbrauchern. Nach einer von Ägypten vermittelten Vereinbarung begann Israel Ende des Jahres einige Tausend Palästinenser aus Gaza zur Arbeit in Israel zuzulassen. Unter Vermittlung des Internationalen Komitees des Roten Kreuzes wurde es Anfang 2020 für einige Bauern möglich, ihre seit 14 Jahren brach liegenden Felder nahe der Grenze wieder zu bewirtschaften.
Nach dem Terrorangriff der Hamas auf Israel 2023 begann Israel im Oktober 2023 mit einer verschärften Blockade des Gazastreifens. Dabei wurde die Strom- und Wasserversorgung zeitweise abgestellt und die Einfuhr jeglicher Güter, einschließlich Nahrungsmittel, unterbunden. Gleichzeitig bombardierte Israel den Grenzübergang Gazas mit Ägypten bei der Ortschaft Rafah, was Ägypten dazu veranlasste die Grenzanlage zu schließen.